# Cantred
Un cantred fue una subdivisión de un condado en el Señorío de Irlanda anglo normando entre los siglos XIII y XV, análoga al cantref de Gales o el centenar de Inglaterra. En el Condado de Dublín la unidad equivalente se denominaba serjeanty, mientras que en el Condado de Meath y alrededores era una baronía . El área de un cantred normalmente correspondía a un antiguo trícha cét de la Irlanda celta, y a veces a un decanato rural en la iglesia irlandesa medieval. Paul Mac Cotter ha "demostrado la existencia de 151 cantreds con certeza e indicó la existencia probable de 34 más." Los cantreds fueron reemplazados por las baronías del siglo XVI.

## Funciones
En los condados y libertades anglo normandas, el cantred fue originalmente una unidad de sub infeudación; un magnate o inquilino-en-jefe que recibía una concesión del Rey de Inglaterra como Señor de Irlanda, típicamente concedía un cantred o medio cantred a un barón como mesne lord, quién conservaría el señorío principal y concedería sub señoríos a sus inquilinos. Las tierras de la iglesia dentro de un cantred se excluían de las concesiones.  A diferencia del coste de un caballero,  no había servicio militar dentro de los deberes feudales de un cantred.
El cantred fue usado para propósitos administrativos, con el serjeanty para la aplicación de la ley, el eyre para tribunales de ley, y recolección de escudajes y otros impuestos organizados por cantred.

## Sustitución
Los cantreds declinaron en el siglo XIV cuando el poder anglo normando retrocedió a La Empalizada. Cayeron en desuso en la Reconquista Tudor de Irlanda del siglo XVI, cuando la baronía se convirtió en la subunidad del condado. En el este y el sur, las baronías a menudo tuvieron los nombres de los antiguos cantreds, aunque las fronteras a menudo divergieran. En el oeste y el norte, las baronías nuevas generalmente tuvieron la extensión de un anterior trícha cét, pero con un nombre diferente.